# 弗拉基米尔·弗拉基米罗维奇·索科洛夫
弗拉基米尔·弗拉基米罗维奇·索科洛夫（羅馬化：Vladimir Vladimirovich Sokolov；1962年8月29日—）是前奥运会赛艇运动员。他代表国家队参加了1992年夏季奥运会，并代表俄罗斯队参加了1996年夏季奥运会，并在男子八人赛中获得了铜牌。